# هانو پوکور
هانو پوکور (انگلیسی: Hanno Pevkur؛ زادهٔ ۲ آوریل ۱۹۷۷) سیاست‌مدار اهل استونی است.
وی از سال ۲۰۱۴ تا ۲۰۱۶ وزیر کشور، از سال  ۲۰۱۲ تا ۲۰۱۴ وزیر دادگستری و از سال ۲۰۰۹ تا ۲۰۱۲  وزیر امور اجتماعی بوده است.